# Crataegus ambigua
El espino ruso (Crataegus ambigua) es una especie de arbusto perteneciente a la familia de las rosáceas. Es nativa del oeste de Asia y este de Europa, incluidas Armenia, Irán, Rusia, y Turquía.

## Descripción
Es un arbusto o pequeño árbol que alcanza un tamaño de hasta 12 m de altura. El fruto es de color rojo oscuro a púrpura o negro, con una o dos drupas duras.
Crataegus ambigua está estrechamente relacionada con Crataegus songarica, una especie que tiene la fruta negro.

## Taxonomía
Crataegus ambigua fue descrita por C.A.Mey. ex A.K.Becker y publicado en Bull. Soc. Imp. Naturalistes Moscou 31(1):12, 34, en el año 1855.
Sinonimia
- Crataegus volgensis Pojark.